# جرج گرشوین
جرج گرشوین (به انگلیسی: George Gershwin) ‏(۲۶ سپتامبر ۱۸۹۸ در بروکلین، نیویورک - ۱۱ ژوئیه ۱۹۳۷ در هالیوود، کالیفرنیا) از برجسته‌ترین و محبوب‌ترین آهنگسازان آمریکایی بود. او به‌طور عمده برای «تئاتر موزیکال برادوِی» (Broadway) موسیقی می‌نوشت، با این حال، قطعه‌های ارکسترال و پیانوی او نیز مشهورند. در قطعه‌های موسیقی فوق، وی قالب و شیوه اجرایی موسیقی کلاسیک را با اسلوب متفاوت موسیقی عامه‌پسند و جاز در هم آمیخت. گرشوین در هر دو سبک همگانی‌پسند و کلاسیک سده بیستم آثار سرشناسی دارد.

## زندگی
جرج گرشوین در تاریخ ۲۶ سپتامبر ۱۸۹۸ در یک خانواده مهاجر روسی-یهودی در بروکلین، نیویورک به دنیا آمد. پدرش پیشه‌ور بود و خانواده‌اش سر و کاری با موسیقی نداشتند. ده ساله بود که به موسیقی علاقه‌مند شد و شروع به آموختن پیانو کرد. و به هنرستان بیشتر کارهای آوازی و نمایشی خود، از جمله چندین نمایش برای برادوی را، با همکاری برادر بزرگ‌ترش، ایرا گرشوین نوشت. از آهنگ‌های گرشوین در فیلم‌ها و برنامه‌های تلویزیونی بی‌شماری استفاده شده و بسیاری از این آهنگ‌ها به عنوان استانداردهای سبک جاز به‌شمار می‌آیند و آهنگ‌سازان و خوانندگان بی‌شماری این آثار را بازنوازی و بازخوانی کرده‌اند.

## برخی از آثار
- کنسرتو پیانو
- یک آمریکایی در پاریس
- پیش‌درآمد کوبایی
- اپرای پورگی و بس
- چند موسیقی فیلم
- راپسودی آبی
- فهرست آثار

| سوانی سوانی ، آواز محبوب آل جولسون در سال ۱۹۲۰، ساختهٔ جورج گرشوین و ایروینگ سزار در سال ۱۹۱۹. آیا در اجرای این پرونده مشکلی دارید؟ راهنمای رسانه را ببینید. |